# Partito Unionista Democratico
Il Partito Unionista Democratico (in inglese Democratic Unionist Party, DUP) è un partito politico di destra attivo nell'Irlanda del Nord.
Il DUP è un partito di centro-destra e di destra conservatore sociale, anti-aborto e contrario al matrimonio tra persone dello stesso sesso. Il partito si erge a dinfensore dell'identità britannica e della cultura protestante dell'Ulster, in opposizione al nazionalismo irlandese e al repubblicanesimo irlandese. Si caratterizza altresì come partito euroscettico, favorevole alla Brexit.
Alle elezioni anticipate britanniche dell'8 giugno 2017, il partito diventa per la prima volta decisivo per la formazione del Governo, assicurando il proprio sostegno - da valutare caso per caso - al Partito Conservatore nella formazione di un governo guidato da Theresa May.

## Storia
Il partito fu fondato il 30 settembre 1971 da Ian Paisley e Desmond Boal e altri membri del Partito Unionista Protestante. Al ritiro di Paisley, nel 2008, fu nominato leader Peter Robinson, rimasto in carica fino al dicembre 2015, al quale è succeduta Arlene Foster, in carica.
Rappresenta la corrente unionista, che vuole fermamente restare unita nel Regno Unito; è il più grande dei due principali partiti politici unionisti in Irlanda del Nord (l'altro è il Partito Unionista dell'Ulster). Sui temi sociali, il DUP assume posizioni contrarie a riforme e tagli alle pensioni.
Si oppose all'Accordo del Venerdì Santo del 1998.
È stato il principale partito dell'Assemblea dell'Irlanda del Nord fino alle elezioni del 2022, quando è stato superato da Sinn Féin. Alle elezioni per l'Assemblea del 2011, il DUP conquistò il 30,8% dei consensi e 38 seggi. Alle elezioni del 5 maggio 2016, ottenne 38 seggi su 108; in seguito a uno scandalo e al conseguente abbandono della coalizione di governo dei nazionalisti del Sinn Fein, si procedette allo scioglimento anticipato della legislatura: il 2 marzo 2017 il DUP rimase il primo partito nordirlandese, ottenendo 28 seggi su 90, e nel 2022 passò al secondo posto, ottenendo 25 seggi su 90.

## Struttura

### Leader
- Ian Paisley (1971–2008)
- Peter Robinson (2008–2015)
- Arlene Foster (2015–2021)
- Edwin Poots (2021–in carica)

### Vice leader
- William Beattie (1971–1980)
- Peter Robinson (1980–2008)
- Nigel Dodds (2008–2021)
- Paula Bradley (2021–in carica)

### Presidenti
| Periodo        | Presidente      |
| -------------- | --------------- |
| 1971–1973      | Desmond Boal    |
| 1973–1980      | William Beattie |
| 1981–2000      | James McClure   |
| 2000–in carica | Maurice Morrow  |

### Segretari generali
| Periodo        | Segretario generale |
| -------------- | ------------------- |
| 1975–1979      | Peter Robinson      |
| 1980–1983      | William Beattie     |
| 1983–1992      | Alan Kane           |
| 1993–2008      | Nigel Dodds         |
| 2008–in carica | Michelle McIlveen   |

## Risultati elettorali

### Elezioni britanniche
| Anno | Voti    | Seggi    |
| ---- | ------- | -------- |
| 2019 | 244 128 | 8 / 650  |
| 2017 | 292 316 | 10 / 650 |
| 2015 | 184 260 | 8 / 650  |
| 2010 | 168 216 | 8 / 650  |
| 2005 | 241 856 | 9 / 650  |
| 2001 | 181 999 | 14 / 650 |

### Elezioni nordirlandesi
| Anno | Voti    | Seggi    |
| ---- | ------- | -------- |
| 2022 | 184 002 | 25 / 90  |
| 2017 | 225 413 | 28 / 90  |
| 2016 | 202 567 | 38 / 108 |
| 2011 | 198 436 | 37 / 108 |